# Sotiris Fotopolos
Sotiris Fotopolos (n. 6 decembrie 1937, orașul Heisi, Grecia – d. 5 august 2008, București, România) a fost un politician român de etnie greacă, reprezentant al acestei minorități în Parlamentul României în perioada 2000-2008. În legislatura 2000-2004, Sotiris Fotopolos a fost membru în grupurile parlamentare de prietenie cu Republica Elenă și Republica Cipru iar în legislatura 2004-2008, el a fost membru în grupurile parlamentare de prietenie cu Republica Elenă, Republica Lituania și Republica Cipru. După deces, Sotiris Fotopolos a fost înlocuit de deputatul Dragoș Gabriel Zisopol.